# Maciej Kunicki (zm. 1735)
Maciej Kunicki herbu Bończa (zm. w 1735 roku) – łowczy chełmski w latach 1698-1731, łowczy żydaczowski w latach 1694-1697.
Był elektorem Augusta II Mocnego z ziemi chełmskiej w 1697 roku.